# Maison de Balzac
Maison de Balzac (Balzacův dům) je muzeum v Paříži. Nachází se v 16. obvodu v ulici Rue Raynouard č. 47. Muzeum se věnuje životu a dílu francouzského spisovatele Honoré de Balzaca, spravuje ho město Paříž.

## Historie
V domě na tehdejším předměstí Passy žil Honoré de Balzac v letech 1840–1847 pod pseudonymem, aby unikl svým věřitelům. Žil tu pod falešným jménem (pseudonymem) a napsal zde řadu nejznámějších prací, včetně Sestřenice Běty (La Cousine Bette) a Bratrance Ponse (Le Cousin Pons).
Dům byl v roce 1913 zapsán mezi historické památky, pozemek se zahradou pak dodatečně roku 1944. Je to velmi pěkná, nepříliš velká stavba s příjemným letním, takřka středomořských vzhledem s malebnými okenicemi a velmi dekorativně působícím krytým kovovým vstupem, ve velmi pěkné udržované, krásné zelené zahradě s živým plotem a keři.
Parcelu mezi domy č. 43–45 na Rue Raynouard získalo v roce 2002 město Paříž, aby rozšířilo muzeum, které je příliš malé. Ale obtíže s realizací donutily město projekt odvolat a pozemek opět prodat.

## Sbírky
Sbírky zahrnují osobní předměty, obrazy, rytiny, původní vydání, rukopisy, dopisy, ilustrace apod. vztahující se k Balzacovu životu a dílu.
Kromě spisovatelova bytu muzeum zabírá tři podlaží a rozprostírá se v dalších místnostech a přístavbě, kde kdysi bydleli jiní nájemníci. Veřejnosti je k dispozici 14,5 metrů dlouhé tablo Genealogie postav v Lidské komedii, které obsahuje zmínky o tisícovce postav z celkového počtu 6000, které Lidská komedie obsahuje.
Od roku 1997 muzeum ochraňuje též fond týkající se Théophila Gautiera, Balzacova přítele a obdivovatele.

## Knihovna
Muzeum od roku 1971 disponuje knihovnou, která obsahuje významnou sbírku vydání děl Honoré de Balzaca a Théophila Gautiera a rovněž literaturu týkající se těchto dvou spisovatelů:
- veškerá vydání včetně kritických edic a překladů,
- díla, ve kterých je Balzac citován nebo mu jsou věnována,
- knihy vytištěné Balzacem,
- noviny 19. století,
- dobové knižní vazby a ilustrace období romantismu.

Knihovna nabízí rovněž fond 15 000 dobových dokumentů, jako jsou kritiky věnované oběma autorům, umění a literatura období romantismu a především období 19. století ve Francii. Knihovna je určena žákům, studentům, vědcům a specialistům na 19. století.